# Ліофіл зрослий
Ліофіл зрослий, рядківка зросла (Leucocybe connata (Schum. ex Fr.) Sing.) — їстівний гриб з роду Leucocybe із нез'ясованою родинною належністю, що раніше відносився до роду ліофіл (Lyophyllum) з родини ліофілові (Lyophyllaceae). Місцева назва — голубінка зросла.

## Опис
Шапка 3-8(16) см у діаметрі, щільном'ясиста, опуклорозпростерта, зрідка злегка увігнута в центрі, спочатку з закрученим, потім з опущеним, здебільшого з хвилястим краєм, біла, блискуча, згодом нерівнокоричнювато- або сірувато-біла. Пластинки білі, згодом сірувато-кремові, злегка переходять на ніжку, густі. Спори 5,5-6,5 Х 3-3,2, 6-8 Х 2-3,5 мкм, видовжено-овальні. Ніжка 4-10 Х 0,6-2 см, довша від діаметра шапки або дорівнює йому, циліндрична, біла, щільна, гола, внизу повстиста. М'якуш білий, на смак приємний, з дуже приємним квітковим запахом рясту порожнистого (Corydalis cava).

## Поширення в Україні
В Україні поширена на Поліссі і в Прикарпатті. Росте у листяних і хвойних лісах великими тісними групами, в яких ніжки зростаються біля основи; у липні — вересні. Добрий їстівний гриб. Використовують свіжим.